# Anouchka van Miltenburg
Anouchka van Miltenburg (Utrecht, 20 aprile 1967) è una politica olandese, appartenente al Partito Popolare per la Libertà e la Democrazia, Componente della Tweede Kamer dal 30 gennaio 2003 al 23 marzo 2017, ne è stata presidente dal 25 settembre 2012 al 12 dicembre 2015.

## Biografia

### Primi anni di vita
Van Miltenburg ha frequentato un MAVO a Utrecht dal 1979 fino al 1984, quando ha studiato per un anno al Prince of Wales College di Vancouver. Dal 1984 al 1986 ha frequentato un Havo a Nieuwegein. Successivamente ha iniziato uno studio di giornalismo presso la scuola di giornalismo di Tilburg e si è laureata nel 1991. Dal 1991 al 2001 ha lavorato come giornalista freelance per varie società di media (Brabants Dagblad, NOS). E dal 1992 al 1993 ha lavorato come insegnante presso una scuola di giornalismo di 's-Hertogenbosch.

### Politica
Il 14 marzo 2002 è stata eletta membro del consiglio comunale nella sua città natale di Zaltbommel per il Partito Popolare per la Libertà e la Democrazia. Lasciò il consiglio comunale il 1º gennaio 2003 quando divenne candidata alla Camera dei rappresentanti durante le elezioni generali del 2003. Il 30 gennaio 2003 entrò a far parte della Tweede Kamer e fu rieletta ogni volta fino alle elezioni del 2017. Il suo obiettivo principale era su questioni relative ai mass media e all'etica medica. Il 20 settembre 2012 ha annunciato la sua candidatura per succedere a Gerdi Verbeet come presidente della Camera dei rappresentanti. Verbeet si ritirò dopo sei anni e ciò lasciò aperto l'alto ufficio. Van Miltenburg ha sconfitto l'ex giornalista Ton Elias in un'elezione interna al Partito Popolare per la Libertà e la Democrazia. Van Miltenburg vinse la presidenza dopo aver sconfitto i suoi due candidati rivali, Khadija Arib del Partito Laburista e Gerard Schouw dei Democratici 66 nelle elezioni principali e fu insediata come presidente lo stesso giorno, il 25 settembre 2012. Van Miltenburg si è dimessa da presidente della Camera il 12 dicembre 2015. Il suo mandato come membro della Camera si è concluso il 23 marzo 2017.

### Vita privata
Anouchka van Miltenburg è sposata con Chris Halkes dal 1991 e ha tre figli, vive a Zaltbommel. È membro della Chiesa cattolica.  Negli anni '90 Van Miltenburg era il cantante principale di una rock band chiamata Blow Smoke.